# Naohiro Takahara
Naohiro Takahara (jap. 高原直泰 Takahara Naohiro; ur. 4 czerwca 1979 w Mishimie, w prefekturze Shizuoka) – japoński piłkarz występujący na pozycji napastnika w Shimizu S-Pulse.

## Kariera klubowa
Takahara zaczynał karierę w 1998 roku w Júbilo Iwata. W premierowym sezonie zagrał w 20 meczach i 5-krotnie trafił do siatki. Z każdym rokiem Japończyk radził sobie coraz lepiej, aż w końcu przed sezonem 2001/2002 został wypożyczony do argentyńskiego zespołu Boca Juniors. Został pierwszym japońskim piłkarzem, który zagrał w lidze argentyńskiej. Tutaj wystąpił w 6 spotkaniach i zdobył tylko jedną bramkę, po czym wrócił do ojczyzny. W kolejnym podejściu do Jubilato rozegrał 27 meczów i strzelił 26 goli, przez co został królem strzelców, a także został wybrany na najlepszego piłkarza ligi. Występy Takahary zostały zauważone przez działaczy HSV. Podczas cztery sezonów spędzonych w Hamburgu wykonał 13 trafień w 97 potyczkach. Eintracht Frankfurt zdecydował się zapłacić 750 tysięcy euro za transfer Takahary, w rezultacie którego piłkarz w 30 spotkaniach zdobył 11 goli i był najlepszym strzelcem drużyny. Strzelił gola, czym przerwał serię Olivera Kahna, ponad 800 minut bez puszczonej bramki. W styczniu 2008 powrócił do japońskiego klubu Urawa Red Diamonds.

## Kariera reprezentacyjna
W reprezentacji Japonii Naohiro debiutował 13 lutego 2000 roku w meczu z Singapurem. Pierwszą bramkę zdobył 3 dni później w spotkaniu z Brunei, które Japończycy wygrali aż 9-0. Najlepszy mecz w kadrze 28-letni napastnik zaliczył 30 maja 2006 w potyczce z Niemcami, kiedy to 2 jego gole pozwoliły Japończykom zremisować 2-2 z dużo silniejszym przeciwnikiem. Dotychczas Takahara w reprezentacji wystąpił 53 razy i strzelił 23 goli.
Wraz z kadrą występował na Mistrzostwach Świata U-17 w 1995 i Mistrzostwach Świata U-20 w 1999, Igrzyskach Olimpijskich 2000, Pucharze Konfederacji 2003, jak również na Mistrzostwach Świata 2006. Puchar Konfederacji 2005 i Mistrzostwa Świata 2002 opuścił z powodu kontuzji.

## Sukcesy

### Indywidualnie
- Miejsce w najlepszej „11” Pucharu Azji 2000
- Najlepszy zawodnik J-League: 2002
- Król strzelców ligi japońskiej: 2002
- Miejsce w najlepszej „11” J-League: 2002
- Król strzelców Pucharu Azji 2007

### Zespołowo
- 2. miejsce na MŚ U-20: 1999
- Mistrzostwo Japonii: 1999, 2002
- Liga Mistrzów AFC: 1999
- Superpuchar Azji: 1999
- Puchar Azji: 2000
- Puchar Ligi Niemieckiej: 2003